# Kendo

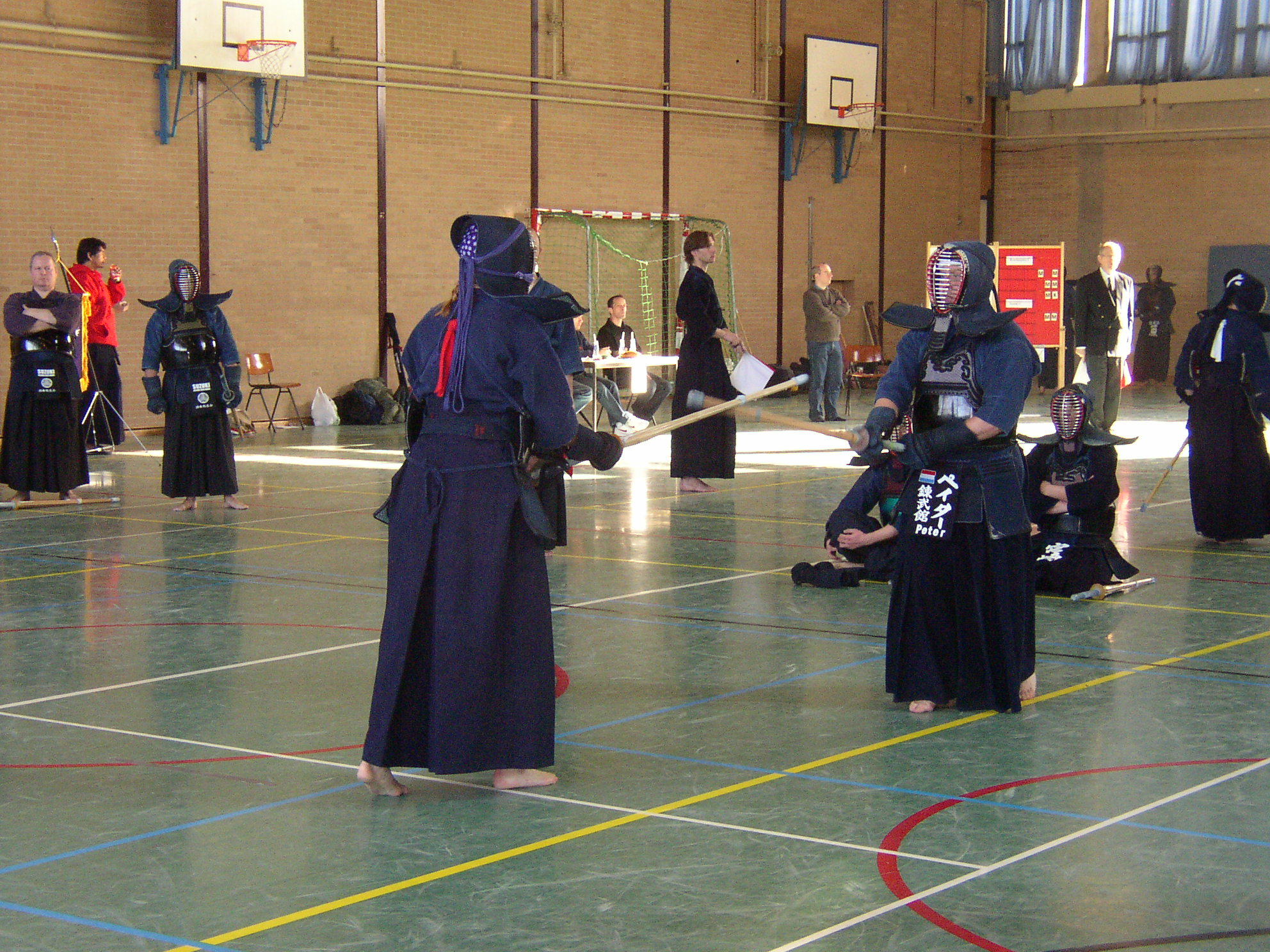
Kendowedstrijd

Kendō (剣道) (Japans: ken, zwaard; do, manier, kunst; De kunst van het zwaard) is een Japanse zwaardvechtkunst die in de 16e eeuw is ontwikkeld om een groot aantal verschillende technieken te verenigen. Het moderne kendo is echter pas in de tweede helft van de 20e eeuw ontwikkeld. Een beoefenaar van de sport wordt kendoka genoemd.
Sinds 1975 wordt het concept van kendo als volgt verwoord: "het disciplineren van het menselijk karakter door het toepassen van de principes van Katana". 

Kendo is dus oefening in zelfdiscipline terwijl kenjutsu daarentegen een echte gevechtstechniek is. Kendo is de moderne sportvariant van het kenjutsu.
Kendo komt voort uit de samoeraitraditie van het feodale Japan en gelijkt daarin met aanverwante budodisciplines als iaido en jodo. Evenals judo, karate, aikido etc. behoort kendo tot het budo. Vooral in Japan, de Verenigde Staten, Duitsland en Frankrijk wordt de sport beoefend.

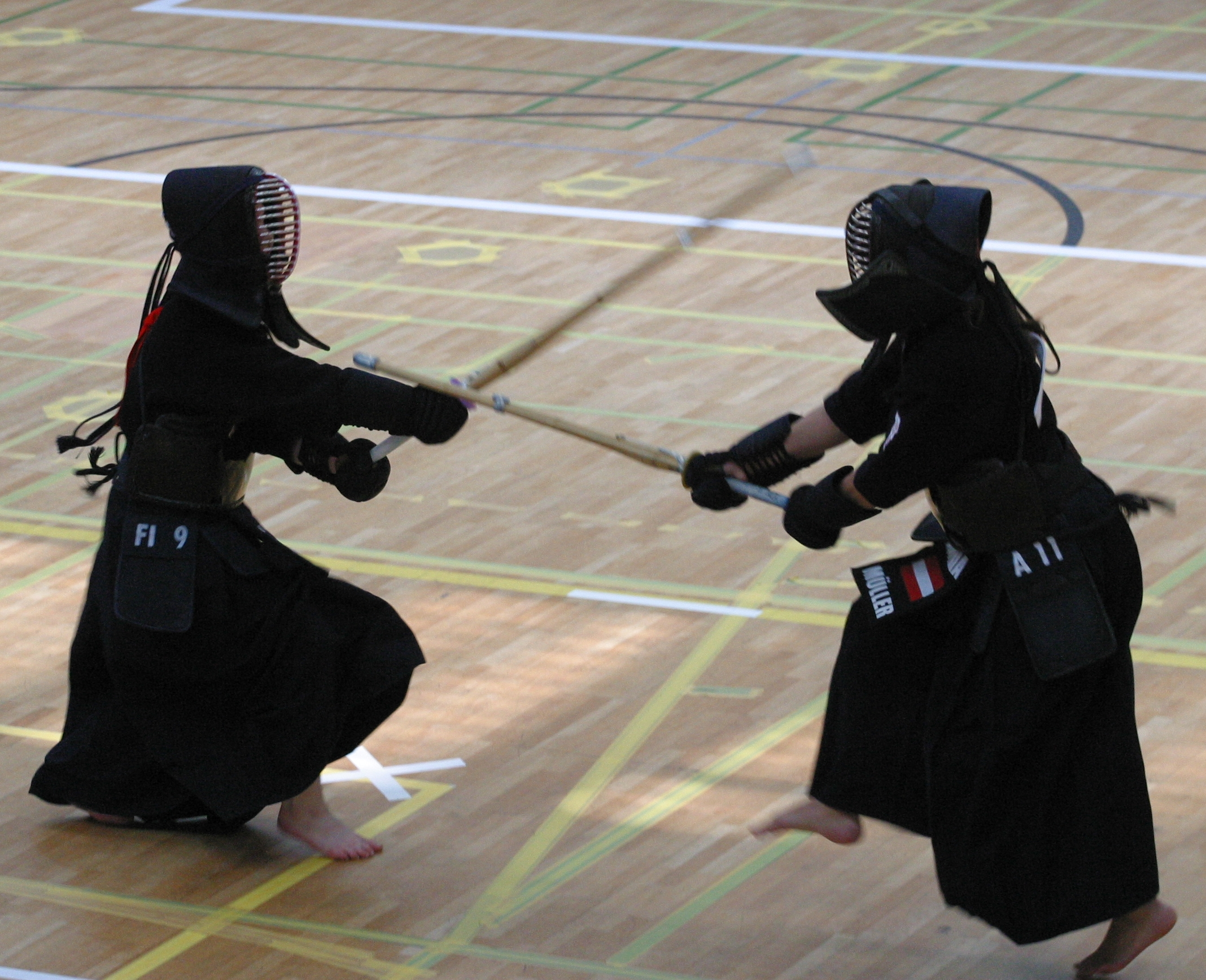
Een Kendo-gevecht in Bern (2005)

## Vechtkunst

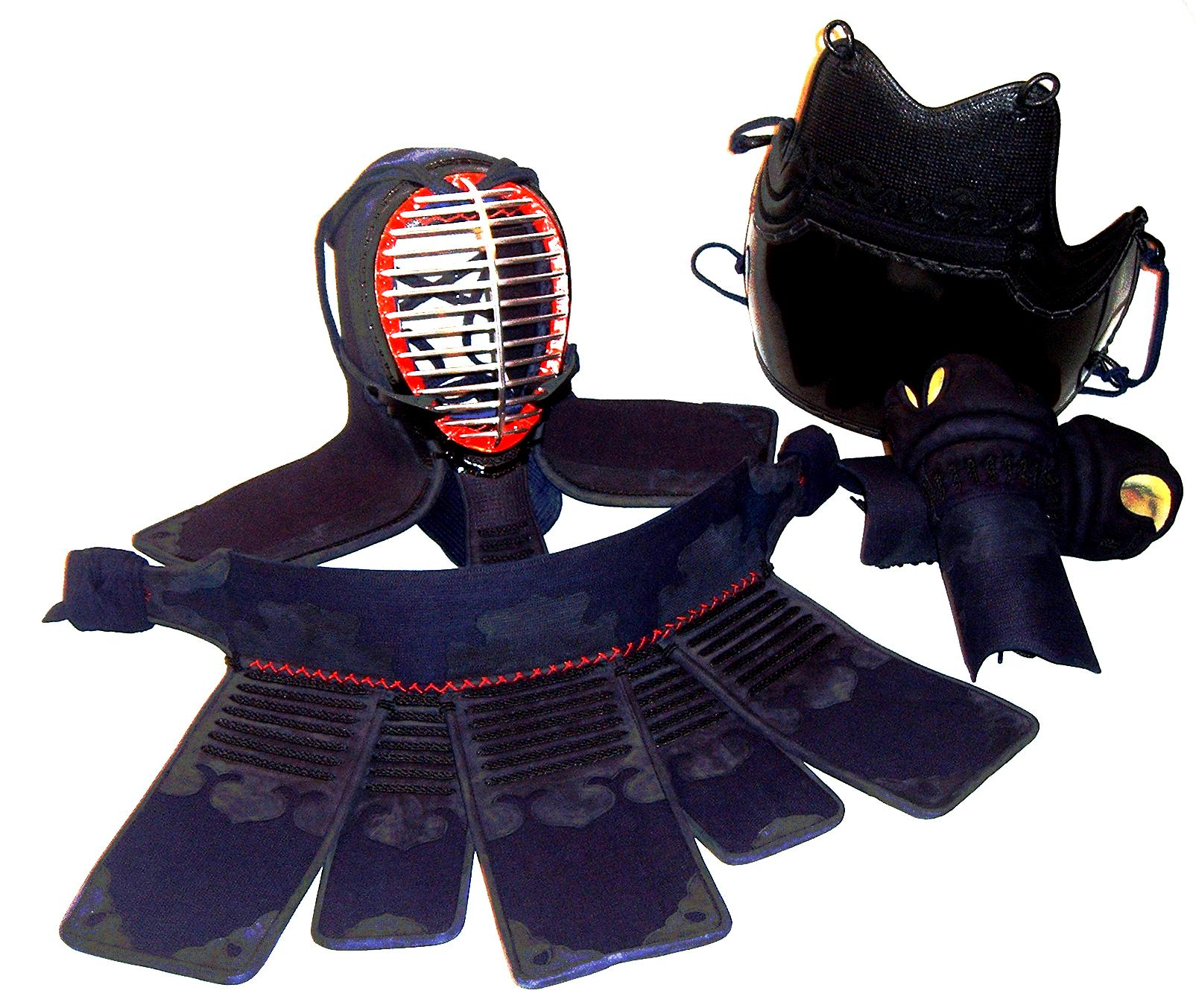
Het beschermend Bogu-harnas

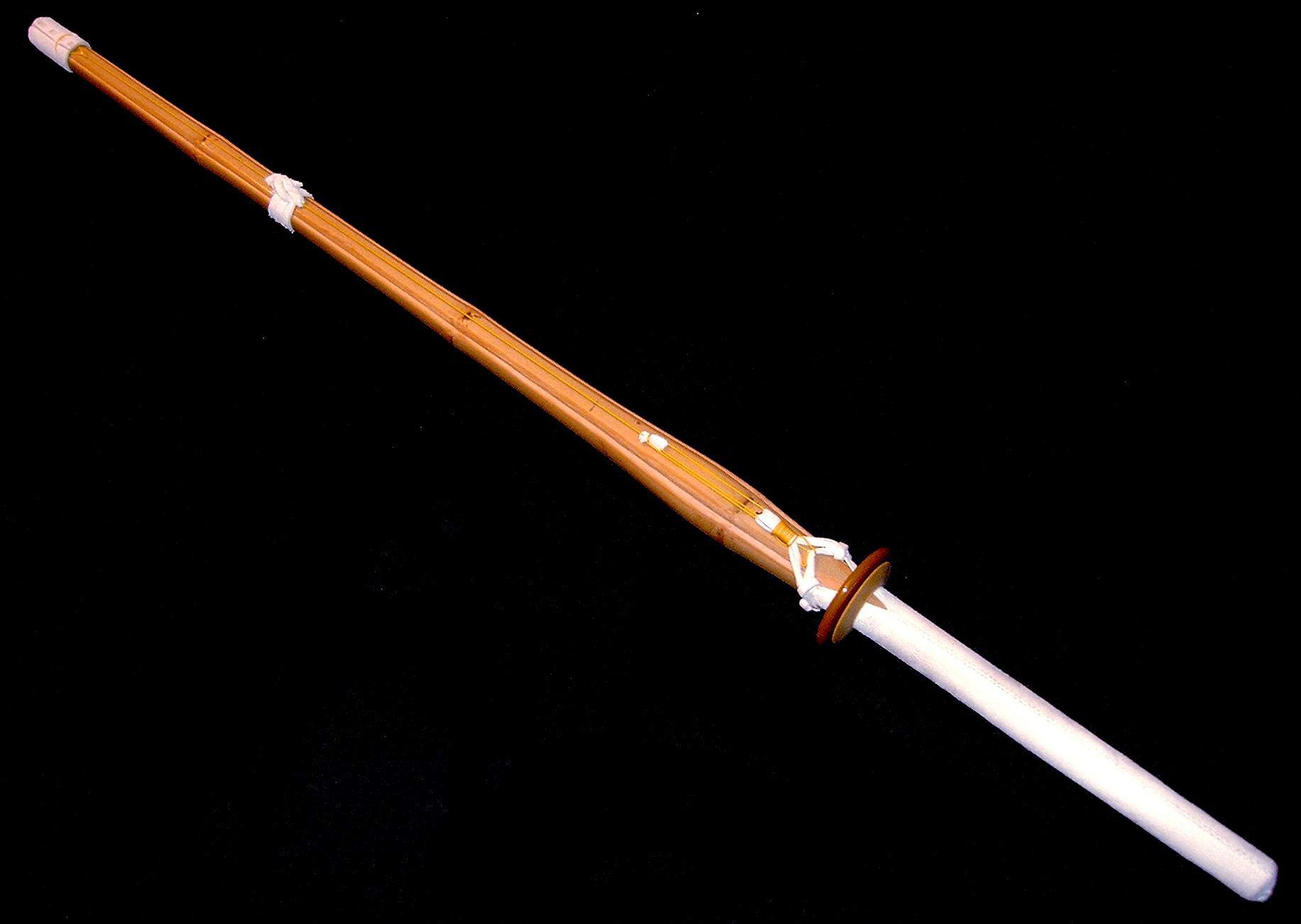
Het shinai-wapen

Kendo wordt onderwezen met "zwaarden" gemaakt van gespleten bamboe, (shinai) geheten. De beoefenaar (kendoka) draagt een uitgebreid beschermend harnas (Bogu). Bij de 'kendo kata' worden in het algemeen boken (houten zwaarden) gebruikt. In het moderne kendo zijn twee soorten aanvallen: slagen en steken. Slagen zijn alleen toegestaan op bepaalde delen van het lichaam: de bovenkant (men) of iets daar van af (yoko- men), de rechter- en linkerzijde van het lichaam (do) en de polsen (koté). Steken mogen alleen op de keel zijn gericht; of op de bovenkant van de borstplaat bij wijze van verdediging, of om de tegenstander weg te stoten om daarna naar bijvoorbeeld het hoofd aan te vallen. Aangezien een verkeerd geplaatste steek naar de keel verwondingen kan veroorzaken wordt deze techniek bij kinderen veelal niet toegepast en pas later geïntroduceerd.
Bij wedstrijden worden alleen punten toegekend wanneer de aanvallen goed, gecontroleerd, en vastberaden worden uitgevoerd. Ook moet de aanvaller met een (Japanse) kreet (kiai) aangeven welk lichaamsdeel werd aangevallen. Wanneer bijvoorbeeld het doel het hoofd van de tegenstander is, moet de kreet "men" worden geslaakt op het moment van treffen. Bij een aanval op de pols moet "kote" geroepen worden. Een aanval op de romp gaat vergezeld met "do" en bij een stoot op de keel van de tegenstander moet "tsuki" geroepen worden. Winnaar is degene die als eerste twee punten (ippon) scoort.
De Internationale Kendo Federatie (IKF) is opgericht in 1970 en heeft leden in 44 landen. Iedere 3 jaar worden wereldkampioenschappen gehouden.

## Geschiedenis

### Ontstaan van het "Nihontou" (日本刀, het Japanse zwaard)
Twee eeuwen voor Christus waren in Japan al de eerste zwaarden bekend. Ze waren van Chinese herkomst, hadden een recht lemmet en werden "ken" of "tsurugi" genaamd, waarvan later de kanji voor zwaard zou worden afgeleid. Zwaarden toen hadden echter een zeer symbolische betekenis en werden veeleer als ritueel object bezien. Voor het jagen of voor oorlogen werd toen nog veelvuldig gebruikgemaakt van pijl-en-boog, van de katapult en van de speer. De eerste gekromde zwaarden waren ook geïmporteerd en werden kantotachi genoemd. Deze zwaarden werden rond de 6e tot 7e eeuw gebruikt. De lokale zwaardtechnologie begon de buitenlandse echter voorbij te streven rond de 8e eeuw, deze zwaarden waren gebaseerd op een andere variant van het gekromde zwaard "warabite-to".

### Onderwijs in de schermkunst
Er waren rond deze periode echter nog geen scholen die in schermkunst onderwezen. Het oefenen met bokuto, houten zwaarden, dateert echter van het jaar 400. Dit werd dan na verloop van tijd "tachikaki", de manier om het zwaard te trekken, wat dan weer evolueerde naar "tachiuchi", gevecht met het zwaard, wat in de 8e eeuw gebeurde, toen er een stijgende tendens was in verband met het beoefenen van "kenjutsu" (剣術 = de kunst van het zwaardvechten). Het zou pas in de 15e eeuw zijn dat er scholen werden opgericht en lokale zwaardtechnieken verenigd zouden worden in verschillende stijlen. Geleerden hebben vijf zulke lokale tradities die in de 15e eeuw ontstonden ontdekt:
- In het Kashima-Katori gebied ontstond de Shintou-ryu (Shintou stijl) of Kashima-no-tachi (zwaard van Kashima) traditie.
- In het gebied van de hoofdstad ontstond de Kyoryu (Hoofdstedelijke stijl) of de Kyohachi-ryu (8 stijlen van de hoofdstad) traditie.
- In het gebied van Hyuga in Kyushu ontstond de Kage-ryu (Schaduw stijl) traditie.
- In het gebied van Kamakura ontstond de Chujo-ryu (stijl van de Chujo familie) traditie.
- In het Noordoosten ontstond de Nen-ryu traditie.

Zo begon het "kenjutsu" steeds meer aan populariteit te winnen en werd de "katana", het Japanse zwaard, het symbool en de ziel van de lokale samurai.

### Van kenjutsu tot kendo

#### 15de tot 16de eeuw

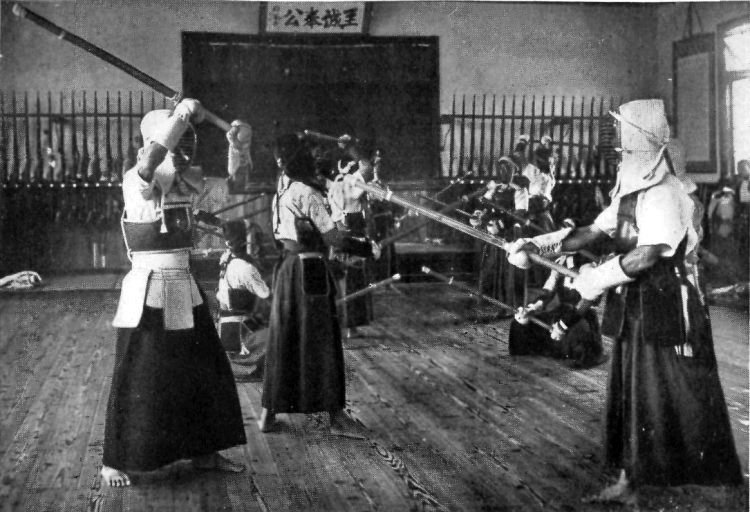
Kendo op een landbouwkundige school rond 1920.

Van de 15e tot de 16e eeuw was Japan een verdeeld land en werden er bloedige oorlogen uitgevochten tussen de plaatselijke daimyo’s, landheren. In deze woelige periode vierde de zwaardvechtkunst zijn hoogtij en werd het zwaard door velen letterlijk aanbeden. Het zwaard werd een statussymbool en alleen samoerai hadden het recht om er een te dragen. 1 van de pioniers op het gebied van de ontwikkeling der zwaardvechtkunst was Kamiizumi Nobutsuna, die in de 16e eeuw leefde. Hij vond de Fukuro Shinai uit, een bamboe zwaard dat gesplitst is in 16 of 32 delen en met leer overtrokken is. Shinkage-ryu, een stijl die tot vandaag doorleeft en beweert afkomstig te zijn van Kamiizumi.

#### 17e tot 18e eeuw
In de 17e eeuw werd Ittosai Ito Kageshira beroemd om zijn onovertroffen schermkunst en zijn diepgaande filosofische denkwijze. De naam "Ittosai" (1 zwaardman) had hij zichzelf gegeven en hij heeft bovendien de Itto-ryu school (de 1 zwaard school) opgericht. Deze school bestaat ook vandaag nog en oefent een enorme invloed uit op het moderne kendo.
Op het begin van de 17e eeuw echter brak er een langdurige periode van vrede aan door het Tokugawa-shogunaat en de samoerai kregen niet meer veel kans om hun zwaardkunst toe te passen op het slagveld. Dus begon men te duelleren, dikwijls fataal eindigend. Daarom begon men aan de ontwikkeling van beschermend materiaal. In het midden van de 18e eeuw ontwikkelde Chuto Nakanishi de moderne 4-delige shinai en de kote (pantserhandschoenen). De Men (helm) en de Do (borstharnas) volgden en tegen het einde van de eeuw was het oefengerief ongeveer volledig ontwikkeld tot hetgeen we vandaag kennen.
De kunst van het doden met het zwaard was geëvolueerd naar een weg om aan zichzelf te werken en fit te blijven. De schermkunst echter zou tot op het einde van de Meiji periode de naam "kenjutsu" dragen. Pas toen "ken-do" als opvoedmethode aan belang won werd de naam van het Japanse schermen veranderd in "kendo".
Zo werd "kenjutsu" (de kunst van het zwaard) tot "kendo" (de weg van het zwaard) en daarmee de erfenis die de samoerai aan Japan en de wereld hebben overgelaten.

### Kendo tijdens de Meiji-restauratie

#### Moeilijke tijden

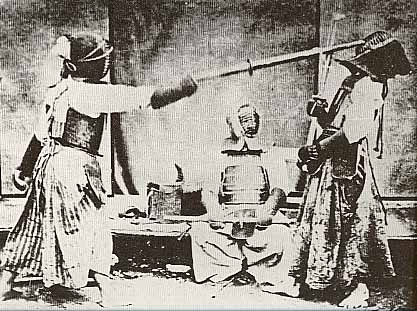
Kendo tijdens de Meiji-periode

De samoerai en traditioneel Japanse schermkunst kende zijn moeilijkste tijd tijdens de Meiji omwenteling. Van 1868 tot in de jaren 1880 probeerde de regering namelijk Japan volledig te moderniseren ten koste van alle oude tradities en dus ook ten koste van de samoerai en de schermkunst. Talloze schermscholen werden gesloten en er werd een algemeen verbod uitgevaardigd op het dragen van zwaarden in het openbaar. In die tijd was het bijzonder moeilijk voor het kenjutsu om te overleven. Niet alleen waren er de wetten tegen het dragen van zwaarden maar ook de invoering van moderne wapens deed de schermkunst geen goed. Wat voor nut had het immers om met een katana tegen een houwitser te vechten? Vele samoerai die vasthielden aan de oude waarden werden vermoord of namen deel aan rebellie en kwamen zo om het leven. Tevens werd het samoerai enorm moeilijk gemaakt zich aan de bushido te houden door bovengenoemde wetten, wetten tegen zelfmoord en tegen het dragen van de samoerai-specifieke haarknot. De bushido was met het uitsterven bedreigd evenals de zwaardvechtkunst.

#### Kenjutsu overleeft
Toch bleef een groot deel van de Japanners hardnekkig aan kenjutsu doen. Scholen gingen door in het geheim en al was het aantal leerlingen enorm geslonken, toch gaven de oude zwaardmeesters hun trouwe leerlingen niet op. En uiteindelijk gaf de Meiji-regering toe en werd in 1872 aan Sakibara Kenkichi toegestaan om de Gekken Kaisha (schermgenootschap) op te richten, publieke demonstraties te geven en zelfs openlijke toernooien te houden. Deze bewezen zichzelf als zeer succesvol en zo ontstonden er al gauw meerdere Gekken-groepen. Tevens werd bij het onderdrukken van rebellieën gezien dat politieofficieren die goed konden zwaardvechten van onschatbare waarde waren, aan de andere kant was er behoefte aan een sterker en beter opgeleid leger om met de grote wereldmachten te kunnen concurreren. En zo werd kenjutsu opnieuw ingevoerd; het had overleefd.

##### De Japanse politie
De toenmalige politie was waarschijnlijk een van de belangrijkste redenen dat kenjutsu overleefd heeft en dus ook dat we vandaag de dag aan kendo kunnen doen. De reden waarom is heel eenvoudig: omdat ze een compact opleidingssysteem nodig hadden voor nieuwe rekruten, voerden ze gestandaardiseerde technieken en regels in en hebben ze zo een grote stap van de verschillende traditionele zwaardvechtstijlen genomen naar de meer homogene en sportievere variant van het zwaardvechten dat uiteindelijk bekend geworden is als kendo. De Tokyo Metropolitan Police is in 1879 begonnen met hun promotiecampagne voor het schermen, en hebben zo meegeholpen het zwaardvechten te redden.

### Kendo tijdens de vorige eeuw

#### Kendo wordt geboren
Door de hernieuwde interesse in het kenjutsu begon men echter steeds meer te verlangen naar één universele techniek, die alle befaamde kenjutsu stijlen samenbracht. Uiteindelijk werd in 1912, na lang discussiëren en beraadslagen door de meesters van de grootste kenjutsuscholen, een nieuw systeem van schermkunst ontwikkeld dat alle bekende stijlen integreerde en samenvoegde tot een schermstijl: De geboorte van kendo, zoals we het vandaag kennen. Sinds toen werd kendo een basisonderdeel voor het lichamelijke-opvoedingsprogramma van de secundaire school en later ook van de basisschool. Dus kendo floreerde, en over heel Japan deed men nu uitgebreid aan schermkunst, met als gevolg dat er veel toernooien gehouden werden en kendo nog populairder werd. Tijdens de Eerste Wereldoorlog bleef men aan kendo doen, dat niet in populariteit daalde.

#### Kendo tijdens de Tweede Wereldoorlog
Kort voor het begin van de Tweede Wereldoorlog kwam het kendo weer in een stroomversnelling terecht. Door het groeiende fascisme en ultra-nationalisme in Japan werd het land grondig gemilitariseerd. Ook het onderwijs ontsnapte hier niet aan en onderging nationalistische veranderingen in het leersysteem. Alles wat Westers was werd met argwaan bekeken en zelfs als "slecht" en "verwijfd" beschouwd. Japan was de maat van alle dingen. Er werd ook weer nadruk gelegd op de confucianistische leer en ook de bushido (武士道) kreeg weer veel belangstelling. Dit hield natuurlijk verband met kendo, en de sport werd de nationale sport van Japan. Elke school kreeg als lichamelijke opvoeding kendo en de sport was hyperpopulair. Ook het leger kreeg een opleiding in de Japanse zwaardvechtkunst. Later zouden de geallieerden horrorverhalen over de Japanners vertellen; hoe ze na in een hoek gedreven te zijn "allen hun zwaard trokken en zich als demonen op de soldaten te storten". Zo bang was men in het westen van het Japanse zwaard dat men tijdens de oorlog duizenden (!) katana’s confisqueerde en opborg zodat de Japanners minder kans hadden ze in te zetten tijdens gevechten. Ook de beruchte kamikazepiloten droegen in hun vliegtuigen hun katana met zich mee.

#### De bezetting
Na de Tweede Wereldoorlog kreeg kendo te maken met de Amerikaanse bezetting. De Amerikanen, die hadden gezien wat de Japanse militairen konden met hun zwaarden, begonnen kendo te ontmoedigen. De sport werd als ondemocratisch bestempeld en zelfs de toenmalige Japanse regering stemde daarmee in. Ten slotte werd kendo in het openbaar helemaal verboden en kreeg het te maken met een crisis vergelijkbaar met die het tijdens de Meiji-restauratie al had overwonnen.

#### Kendo overleeft
In 1957 echter, door enorme promotie van kendo-enthousiasten, werd de discipline terug in ere hersteld. In hetzelfde jaar werd de All Japan Kendo Federation opgericht die tot vandaag de dag bestaat. Zo werd kendo weer de volkssport nummer 1 en werd het weer algemeen aanvaard als een nationale schat. Het werd echter nu niet meer beschouwd als een manier om met het zwaard te vechten maar als een weg om aan spirituele en fysieke energie te werken en zichzelf constant te verbeteren.
In 1970 werd de International Kendo Federation in het leven geroepen en kendo begon zich te verspreiden naar andere landen waaronder Canada, Brazilië, Engeland, Frankrijk, Korea, de Verenigde Staten, België, Nederland en Duitsland. Verschillende internationale federaties werden opgericht omdat de interesse voor kendo in het buitenland maar bleef groeien. Kendo was geëvolueerd van een pure vechttechniek tot een allesomvattende discipline.